# Washington State Department of Transportation
Das Washington State Department of Transportation (WSDOT oder WashDOT) ist das Verkehrsministerium des amerikanischen Bundesstaates Washington mit Sitz in Olympia und steht unter der Leitung von Acting Secretary of Transportation for the Washington State Department of Transportation Roger Millar. In seiner heutigen Form existiert das Ministerium seit 1964.

## Organisationseinheiten und Landesbetriebe
- Washington State Ferries[2]
- Aviation Division 16 Flugplätze unter staatlicher Verwaltung (state-managed)[3]
- Straßenbauverwaltung, soweit der Staat Washington Straßenbaulastträger
- Rail Division[4], verwaltet den Washington State Rail Plan[5], Management der internationalen Passagierzugstrecke Amtrak Cascades (train operations management and reporting; budgeting; performance tracking; construction project management and reporting; local, regional, state, and national program coordination; freight rail; public outreach; and marketing activities) auf ihrem Verwaltungsgebiet (300 Meilen)[6]
- Transportation Commission u. a.